# Thượng viện Pakistan
Thượng viện Pakistan, theo Hiến pháp Pakistan là Viện Liên bang, là thượng viện của Nghị viện Pakistan. Thượng viện gồm 96 thượng nghị sĩ được bầu theo hệ thống một phiếu bầu có thể chuyển nhượng. Nhiệm kỳ của thượng nghị sĩ là sáu năm, cứ ba năm bầu lại một nửa số thượng nghị sĩ. Khác với Hạ viện, Thượng viện không thể bị tổng thống giải tán.

## Mục đích và vai trò của Thượng viện
Mục đích chính của Thượng viện là đại diện cho các tỉnh và đảm bảo rằng mọi quyết định của quốc gia đều có sự tham gia của các tỉnh. Thượng viện hoạt động như một cơ quan giám sát, xem xét và điều chỉnh các dự luật được Quốc hội đề xuất. Nó cũng có vai trò trong việc theo dõi chính phủ và bảo đảm rằng các chính sách và luật pháp phản ánh lợi ích đa dạng của toàn quốc gia. Đây là một phần không thể thiếu của hệ thống lập pháp tại Pakistan, giúp duy trì sự cân bằng về quyền lực và cam kết công bằng trong việc quản lí quốc gia.
Thượng viện có một trăm ghế thượng nghị sĩ. Có 18 ghế là nữ thượng nghị sĩ; Hiến pháp Pakistan yêu cầu phải có ít nhất 17 ghế là nữ thượng nghị sĩ. Các thượng nghị sĩ được bầu theo Điều 59 của Hiến pháp.

### Mối quan hệ giữa các Viện
Trong Nghị viện Pakistan, mối quan hệ giữa Thượng viện và Quốc hội được thiết lập dựa trên nguyên tắc cân bằng và kiểm soát lẫn nhau. Thượng viện, với vai trò đại diện cho các tỉnh và vùng lãnh thổ, có nhiệm vụ đảm bảo rằng mọi quyết định quốc gia đều có sự tham gia của các đơn vị liên bang. Quốc hội, nơi đại diện cho dân chúng, chủ yếu là nơi đề xuất và thông qua các dự luật.
Thượng viện có quyền xem xét, sửa đổi và thậm chí từ chối các dự luật do Quốc hội đề xuất, nhưng không thể khởi xướng các dự luật liên quan đến tài chính. Mặc dù cả hai viện đều có quyền lực lập pháp, nhưng Thượng viện thường có ưu thế nhất định trong một số lĩnh vực cụ thể.
Ngoài ra, Thượng viện cũng có vai trò trong việc giám sát chính phủ và có thể thực hiện các cuộc điều tra đối với các vấn đề quốc gia. Sự tương tác giữa hai viện này đóng vai trò quan trọng trong việc duy trì sự ổn định chính trị và cân bằng quyền lực trong hệ thống chính trị của Pakistan.
Khi một dự luật nào đó liên quan đến vấn đề hiến pháp, cần phải có cả hai Viện thông qua dự luật và phải được Tổng thống phê chuẩn.

### Mối quan hệ giữa Nội các với Thượng viện
Theo Hiến pháp, Nội các Pakistan, gồm các bộ trưởng và Thủ tướng là người đứng đầu Nội các, có vai trò quan trọng trong việc xác định chính sách và quản lí các vấn đề quốc gia. Trong Thượng viện, Nội các không chỉ tham gia vào việc thảo luận và thông qua các dự luật, mà còn giám sát việc thực hiện các chính sách và luật pháp. Các thành viên Nội các có thể bị Thượng viện triệu tập để giải trình về các vấn đề quốc gia và chính sách của họ. Ngoài ra, Thượng viện có thể đề xuất sửa đổi hoặc bác bỏ các quyết định của Nội các nếu cần thiết.

## Cơ cấu tổ chức lãnh đạo
Cơ cấu tổ chức lãnh đạo của Thượng viện Pakistan bao gồm các vị trí sau:
Chủ tịch Thượng viện: Là người đứng đầu Thượng viện, chủ trì các cuộc họp của Thượng viện.
Phó Chủ tịch Thượng viện: Tham mưu, giúp việc cho Chủ tịch trong việc điều hành các phiên họp và thay mặt Chủ tịch khi cần thiết, Phó Chủ tịch sẽ tạm quyền Chủ tịch trong trường hợp Chủ tịch không thể làm việc được.
Tổng Thư kí Thượng viện: Chịu trách nhiệm tham mưu, giúp việc cho Chủ tịch, Phó Chủ tịch Thượng viện quản lí các hoạt động hành chính và hỗ trợ trong công việc của Thượng viện.
Các Ủy ban: Bao gồm các ủy ban chuyên môn được thành lập để xem xét các vấn đề cụ thể liên quan đến lập pháp và giám sát chính phủ. Các ủy ban do Thượng viện thành lập và có thể bị giải tán khi không còn cần thiết.

## Liên kết ngoại
- Trang web của Thượng viện